# Bomy
Bomy est une commune française située dans le département du Pas-de-Calais en région Hauts-de-France. Ses habitants sont appelés les Bomynois. La commune est membre de la communauté d'agglomération du Pays de Saint-Omer.

## Géographie

### Localisation
Localisée dans le centre-est du département du Pas-de-Calais, la commune de Bomy se situe à 12 kilomètres au nord-est de Fruges et à 26 kilomètres au sud de Saint-Omer (chef-lieu d'arrondissement),.
Le territoire de la commune est limitrophe de ceux de huit communes.
Les communes limitrophes sont Delettes, Beaumetz-lès-Aire, Laires, Reclinghem, Vincly, Coyecques, Erny-Saint-Julien et Fléchin.

### Géologie et relief
La superficie de la commune est de 14,63 km2 ; son altitude varie de 85  à   180 mètres.

### Hydrographie
Le territoire de la commune est situé dans le bassin Artois-Picardie.
Le territoire communal est drainé par quatre cours d'eau :
- la Laquette, d'une longueur de 23,39 km, qui prend sa source dans la commune de Beaumetz-lès-Aire et se jette dans la Lys au niveau de la commune d'Aire-sur-la-Lys[5]. La Laquette a deux affluents :

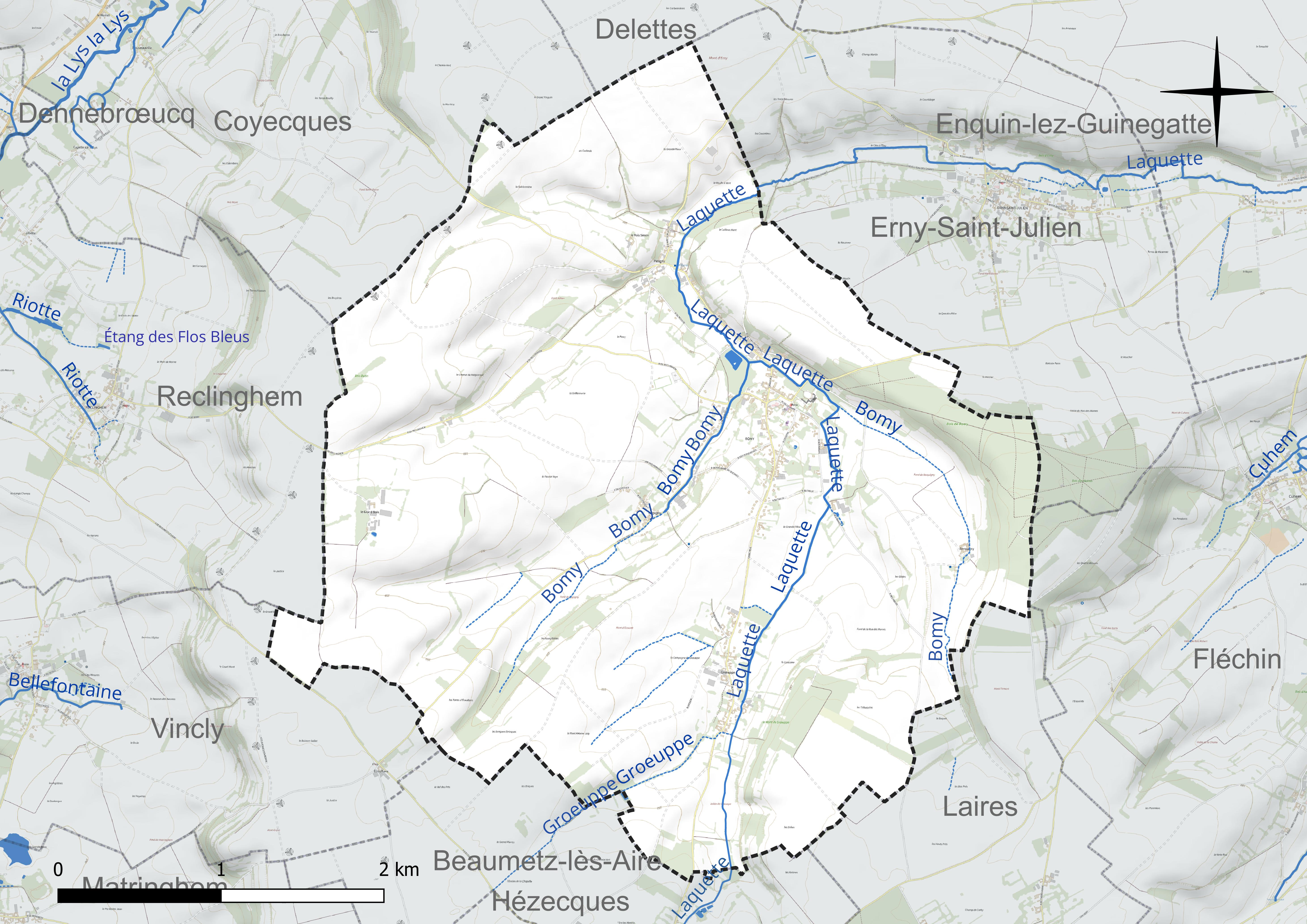
Réseau hydrographique de Bomy.

- le Bomy 1, d'une longueur de 2,27 km, qui se jette dans la Laquette au niveau de la commune et qui prend sa source dans la commune de Laires[6] et
- le Bomy 2, d'une longueur de 2,24 km, qui prend sa source dans la commune et qui se jette dans la Laquette au niveau de la commune[7] ;
- le Groeuppe, d'une longueur de 1,49 km[8].

### Climat
Pour des articles plus généraux, voir Climat des Hauts-de-France et Climat du Pas-de-Calais.
En 2010, le climat de la commune est de type climat océanique franc, selon une étude du CNRS s'appuyant sur une série de données couvrant la période 1971-2000. En 2020, Météo-France publie une typologie des climats de la France métropolitaine dans laquelle la commune est exposée à un climat océanique et est dans la région climatique Côtes de la Manche orientale, caractérisée par un faible ensoleillement (1 550 h/an) ; forte humidité de l’air (plus de 20 h/jour avec humidité relative > 80 % en hiver), vents forts fréquents.
Pour la période 1971-2000, la température annuelle moyenne est de 10 °C, avec une amplitude thermique annuelle de 13,5 °C. Le cumul annuel moyen de précipitations est de 894 mm, avec 12,9 jours de précipitations en janvier et 8,9 jours en juillet. Pour la période 1991-2020, la température moyenne annuelle observée sur la station météorologique la plus proche, située sur la commune de Radinghem à 9 km à vol d'oiseau, est de 10,5 °C et le cumul annuel moyen de précipitations est de 1 038,1 mm,. Pour l'avenir, les paramètres climatiques de la commune estimés pour 2050 selon différents scénarios d'émission de gaz à effet de serre sont consultables sur un site dédié publié par Météo-France en novembre 2022.

### Paysages
Pour un article plus général, voir Paysage en France.
La commune s'inscrit dans les « paysages des hauts plateaux artésiens » tels qu'ils sont définis dans l'atlas de paysages de la région Nord-Pas-de-Calais, conçu par la direction régionale de l'Environnement, de l'Aménagement et du Logement (DREAL),.
Les « paysages des hauts plateaux artésiens », qui concernent 77 communes du Pas-de-Calais, se situent à l'extrémité ouest des collines de l'Artois qui traversent le Pas-de-Calais d'Arras au Boulonnais. L'altitude de ces paysages dépassent les 180 mètres. Ces dimensions sont modestes, d'une quinzaine de kilomètres du sud-est au nord-ouest et d'une vingtaine de kilomètres dans sa dimension la plus grande.
Les « paysages des hauts plateaux artésiens », appelés aussi « Haut Artois », se caractérisent par trois ensembles écopaysagers : 
- l'ensemble mésophile ouvert du plateau artésien calcaire ;
- l'ensemble alluvial des fonds de vallée de la Lys et de l'Aa ;
- l'ensemble calcicole des versants calcaires des vallées[16].

Le « Haut Artois » dispose d'une importante densité de corridors biologiques bien interconnectés.
Dans le « Haut Artois », pas de villes, c'est une des rares terres rurales de la région, les communes les plus importantes sont, du nord au sud, Lumbres, Fauquembergues et Fruges. Le « Haut Artois », drainé par l'Aa et la Lys, constitue le sommet de l'anticlinal artésien, paysage ventée, froid et aux précipitations importantes qui en font le château d'eau régional.
Leș cultures représentent 59,66 % des sols, les prairies 29,96 %, les forêts et milieux semi-naturels de 6,81 %, les espaces artificialisés 6,09 % avec les communes principales de Lumbres, Fruges et Fauquembergues, les espaces industriels 0.41 % et les cours d'eau et plans d'eau 0.08 %.

### Milieux naturels et biodiversité

#### Zone naturelle d'intérêt écologique, faunistique et floristique
L’inventaire des zones naturelles d'intérêt écologique, faunistique et floristique (ZNIEFF) a pour objectif de réaliser une couverture des zones les plus intéressantes sur le plan écologique, essentiellement dans la perspective d’améliorer la connaissance du patrimoine naturel national et de fournir aux différents décideurs un outil d’aide à la prise en compte de l’environnement dans l’aménagement du territoire.
Le territoire communal comprend une ZNIEFF de type 2 : la haute vallée de la Lys et ses versants en amont de Thérouanne. L’entité paysagère de la haute vallée de la Lys et ses versants s’étire sur une vingtaine de kilomètres du Nord au Sud pour moins de dix d’Est en Ouest dans le Haut Artois.

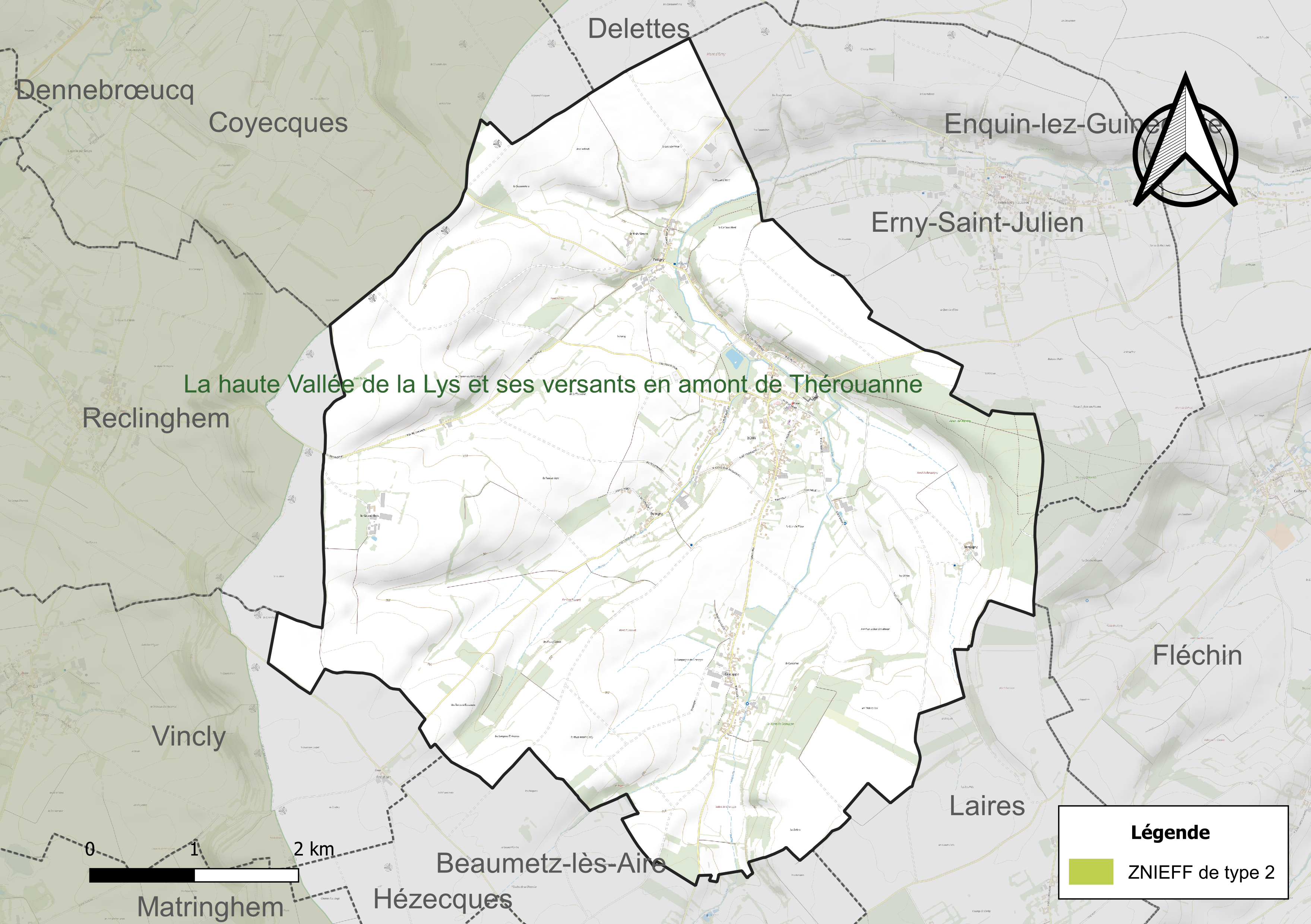
Carte de la ZNIEFF sur la commune.

#### Site classé
Un site classé ou inscrit est un espace (naturel, artistique, historique,...) profitant d'une conservation en l'état (entretien, restauration, mise en valeur...) ainsi que d'une préservation de toutes atteintes graves (destruction, altération, banalisation...) en raison de son caractère remarquable au plan paysager. Un tel site justifie un suivi qualitatif, notamment effectué via une autorisation préalable pour tous travaux susceptibles de modifier l'état ou l'apparence du territoire protégé.
Dans ce cadre, la commune présente un site classé par arrêté du 28 novembre 1917 : les arbres formant la rotonde des tilleuls.

## Urbanisme

### Typologie
Au 1er janvier 2024, Bomy est catégorisée commune rurale à habitat dispersé, selon la nouvelle grille communale de densité à sept niveaux définie par l'Insee en 2022.
Elle est située hors unité urbaine. Par ailleurs la commune fait partie de l'aire d'attraction de Saint-Omer, dont elle est une commune de la couronne,. Cette aire, qui regroupe 79 communes, est catégorisée dans les aires de 50 000 à moins de 200 000 habitants,.

### Occupation des sols
L'occupation des sols de la commune, telle qu'elle ressort de la base de données européenne d’occupation biophysique des sols Corine Land Cover (CLC), est marquée par l'importance des territoires agricoles (92,7 % en 2018), une proportion sensiblement équivalente à celle de 1990 (92,6 %). La répartition détaillée en 2018 est la suivante : 
terres arables (57 %), prairies (35,7 %), forêts (3,9 %), zones urbanisées (3,3 %). L'évolution de l’occupation des sols de la commune et de ses infrastructures peut être observée sur les différentes représentations cartographiques du territoire : la carte de Cassini (XVIIIe siècle), la carte d'état-major (1820-1866) et les cartes ou photos aériennes de l'IGN pour la période actuelle (1950 à aujourd'hui).

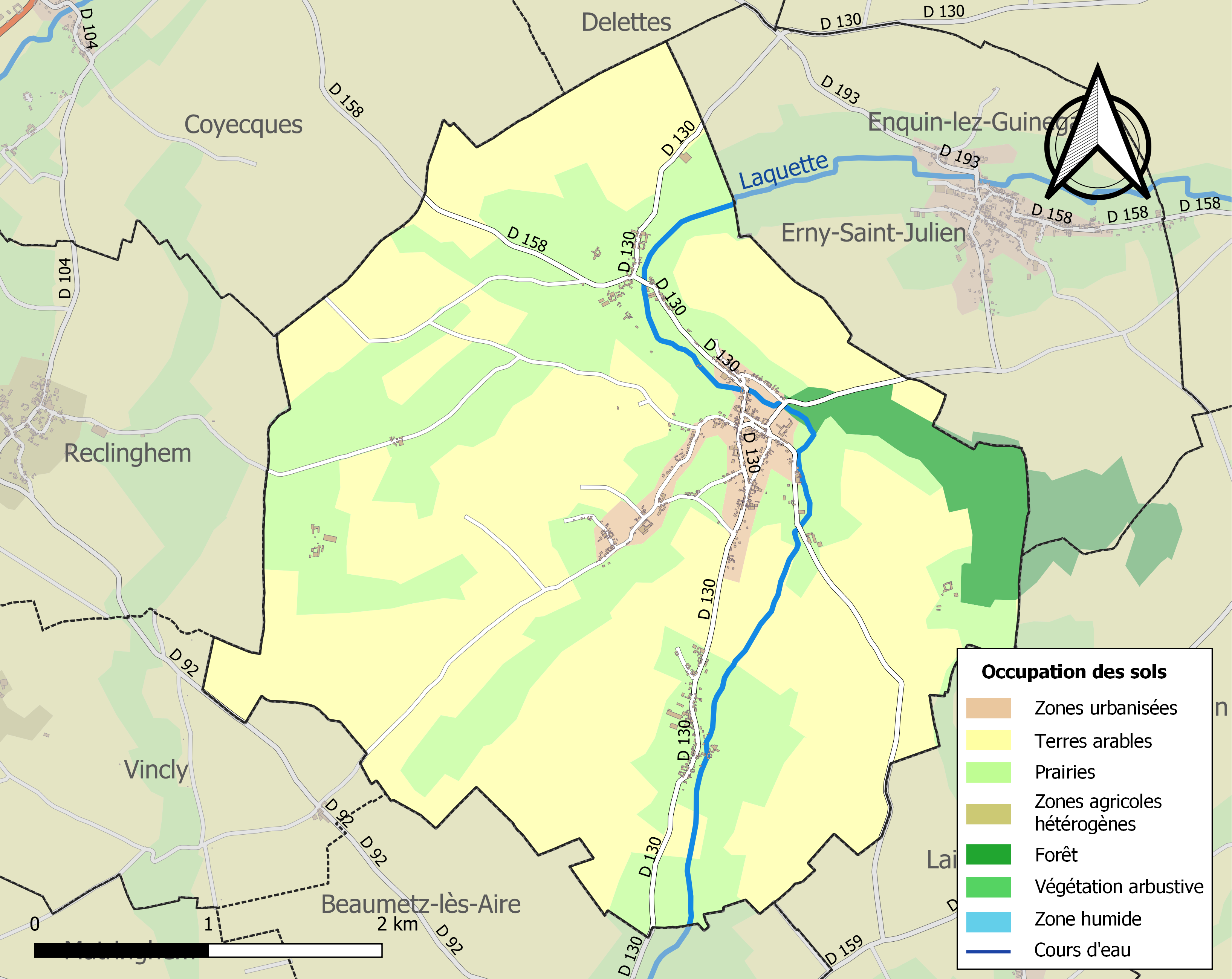
Carte des infrastructures et de l'occupation des sols de la commune en 2018 (CLC).

### Lieux-dits, hameaux et écarts
La commune comporte deux hameaux principaux avec Petigny et Groeuppe ainsi que trois hameaux plus petits : Rupigny, Berquigny, le Grand-Bois.

### Voies de communication et transports

#### Voies de communication
La commune est desservie par la route départementale D 130 ainsi que la D 158.

#### Transport ferroviaire
La commune se trouve à 18 km de la gare d'Anvin, située sur la ligne de Saint-Pol-sur-Ternoise à Étaples, desservie par des trains TER Hauts-de-France. Elle est également à 18 km de la gare de Berguette Isbergues sur la ligne de Dunkerque à Arras (via Hazebrouck et Béthune).

### Énergie
Sur le territoire de la commune se trouve une ligne de douze éoliennes à la limite avec Vincly et Reclinghem, atteignant 101 m de haut. Un autre groupe d'éoliennes lui fait face du côté de Fauquembergues.

## Toponymie
Le nom de la localité est attesté sous les formes Bommi (1184), Bomi (1188), Boumi (1223), Bomy (1321), Bonmy (1375), Bommy (vers 1512) et Bomy depuis 1793 et 1801,.
Bomi en flamand et Boumy en picard.

## Histoire
Le nom de Bomy est lié à une trêve signée en 1537 entre les envoyés de François Ier et ceux de Charles Quint, dans l'ancien château dont il ne reste que les fondations dans le parc du château actuel. Cette trêve fut de courte durée car les hostilités continuèrent jusqu'à la destruction de Thérouanne.
En 1578, la seigneurie de Bomy appartient à un membre de la famille de Wissocq ; sa fille Antoinette est abbesse de l'abbaye Notre-Dame de Bourbourg.
En 1599, Julien de Wissocq, chevalier, seigneur de Bomy, rachète les fiefs constituant la seigneurie de Drincham (voir seigneurs de Drincham). Sa fille Marie de Wissocq, est l'épouse de Gilbert Vilain de Gand, fils de Maximilien Vilain de Gand.

## Politique et administration

### Découpage territorial
La commune se trouve dans l'arrondissement de Saint-Omer du département du Pas-de-Calais.

#### Commune et intercommunalités
La commune est membre de la communauté d'agglomération du Pays de Saint-Omer qui regroupe 53 communes et totalise 104 937 habitants en 2021.

#### Circonscriptions administratives
La commune est rattachée au canton de Fruges.

#### Circonscriptions électorales
Pour l'élection des députés, la commune fait partie de la sixième circonscription du Pas-de-Calais.

### Élections municipales et communautaires

#### Liste des maires
| Période                                  | Période                      | Identité      | Étiquette | Qualité                                                                      |
| ---------------------------------------- | ---------------------------- | ------------- | --------- | ---------------------------------------------------------------------------- |
| Les données manquantes sont à compléter. |                              |               |           |                                                                              |
| mars 2001                                | 2008                         | Anicet Joly   |           |                                                                              |
| mars 2008                                | En cours (au 2 février 2022) | Alain Deblock |           | Ancien cadre Réélu pour le mandat 2014-2020, Réélu pour le mandat 2020-2026, |

## Équipements et services publics

### Justice, sécurité, secours et défense
La commune dépend du tribunal judiciaire de Saint-Omer, du conseil de prud'hommes de Saint-Omer, de la cour d'appel de Douai, du tribunal de commerce de Boulogne-sur-Mer, du tribunal administratif de Lille, de la cour administrative d'appel de Douai, du tribunal judiciaire de Boulogne-sur-Mer et du tribunal pour enfants de Saint-Omer.

## Population et société

### Démographie
Les habitants de la commune sont appelés les Bomynois.

#### Évolution démographique
L'évolution du nombre d'habitants est connue à travers les recensements de la population effectués dans la commune depuis 1793. Pour les communes de moins de 10 000 habitants, une enquête de recensement portant sur toute la population est réalisée tous les cinq ans, les populations de référence des années intermédiaires étant quant à elles estimées par interpolation ou extrapolation. Pour la commune, le premier recensement exhaustif entrant dans le cadre du nouveau dispositif a été réalisé en 2007.

En 2022, la commune comptait 628 habitants, en évolution de +0,8 % par rapport à 2016 (Pas-de-Calais : −0,72 %, France hors Mayotte : +2,11 %).
| 1793 | 1800 | 1806 | 1821 | 1831 | 1836 | 1841 | 1846 | 1851 |
| ---- | ---- | ---- | ---- | ---- | ---- | ---- | ---- | ---- |
| 750  | 733  | 721  | 756  | 804  | 764  | 773  | 795  | 860  |

| 1856 | 1861 | 1866 | 1872 | 1876 | 1881 | 1886 | 1891 | 1896 |
| ---- | ---- | ---- | ---- | ---- | ---- | ---- | ---- | ---- |
| 832  | 868  | 872  | 833  | 845  | 798  | 796  | 773  | 796  |

| 1901 | 1906 | 1911 | 1921 | 1926 | 1931 | 1936 | 1946 | 1954 |
| ---- | ---- | ---- | ---- | ---- | ---- | ---- | ---- | ---- |
| 763  | 851  | 817  | 757  | 726  | 676  | 676  | 678  | 685  |

| 1962 | 1968 | 1975 | 1982 | 1990 | 1999 | 2006 | 2007 | 2012 |
| ---- | ---- | ---- | ---- | ---- | ---- | ---- | ---- | ---- |
| 695  | 674  | 658  | 603  | 608  | 604  | 603  | 603  | 606  |

| 2017 | 2022 | - | - | - | - | - | - | - |
| ---- | ---- | - | - | - | - | - | - | - |
| 631  | 628  | - | - | - | - | - | - | - |

#### Pyramide des âges
En 2018, le taux de personnes d'un âge inférieur à 30 ans s'élève à 34,2 %, soit en dessous de la moyenne départementale (36,7 %). De même, le taux de personnes d'âge supérieur à 60 ans est de 24,8 % la même année, alors qu'il est de 24,9 % au niveau départemental.
En 2018, la commune comptait 325 hommes pour 313 femmes, soit un taux de 50,94 % d'hommes, largement supérieur au taux départemental (48,5 %).
Les pyramides des âges de la commune et du département s'établissent comme suit.
| Hommes | Classe d’âge | Femmes |
| ------ | ------------ | ------ |
| 0,3    | 90 ou +      | 1,0    |
| 8,1    | 75-89 ans    | 10,0   |
| 14,3   | 60-74 ans    | 15,8   |
| 21,2   | 45-59 ans    | 19,7   |
| 21,2   | 30-44 ans    | 20,0   |
| 14,6   | 15-29 ans    | 14,2   |
| 20,2   | 0-14 ans     | 19,3   |

| Hommes | Classe d’âge | Femmes |
| ------ | ------------ | ------ |
| 0,5    | 90 ou +      | 1,6    |
| 5,6    | 75-89 ans    | 8,9    |
| 16,7   | 60-74 ans    | 18,1   |
| 20,2   | 45-59 ans    | 19,2   |
| 18,9   | 30-44 ans    | 18,1   |
| 18,2   | 15-29 ans    | 16,2   |
| 19,9   | 0-14 ans     | 17,9   |

## Culture locale et patrimoine

### Lieux et monuments

#### Monument Historique
Le château de Bomy est construit en 1755 par le marquis de Trazegnies, seigneur de Bomy, et son épouse Marie Ferdinande de Croÿ. Il est confisqué et vendu à la Révolution. Il sert un moment de sucrerie. Il est racheté par le baron de Vilmarest en 1839.
Les façades et toitures, trois escaliers intérieurs avec rampes en bois sculpté, un grand salon, un petit salon d'été (ancienne salle à manger), une salle à manger actuelle et un petit appartement du XVIIIe siècle dans l'aile nord, avec leur décor, font l’objet d’un classement et les façades et toitures des communs d'une inscription au titre des monuments historiques depuis le 24 décembre 1980.

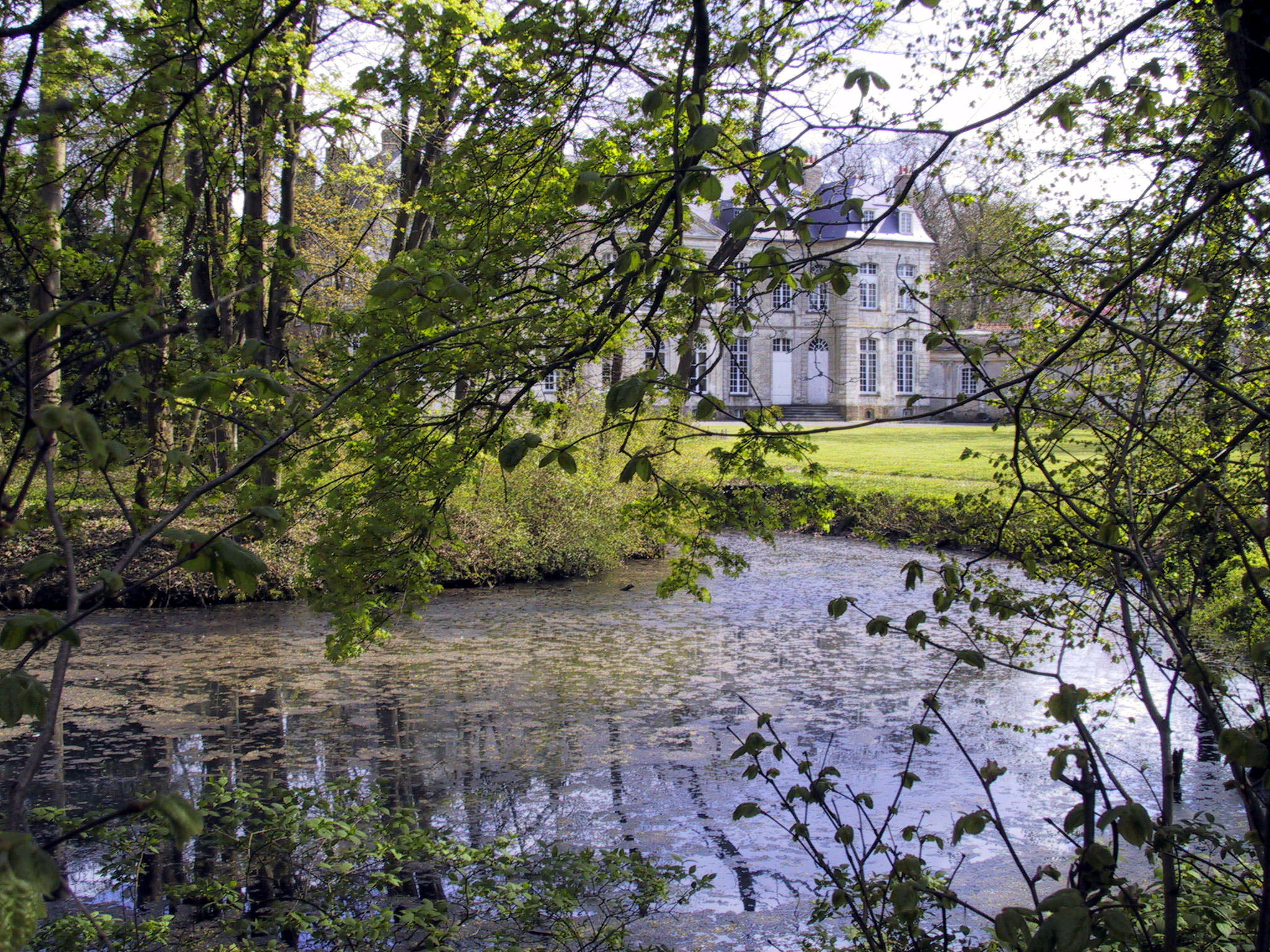
Les restes de l'ancien château.
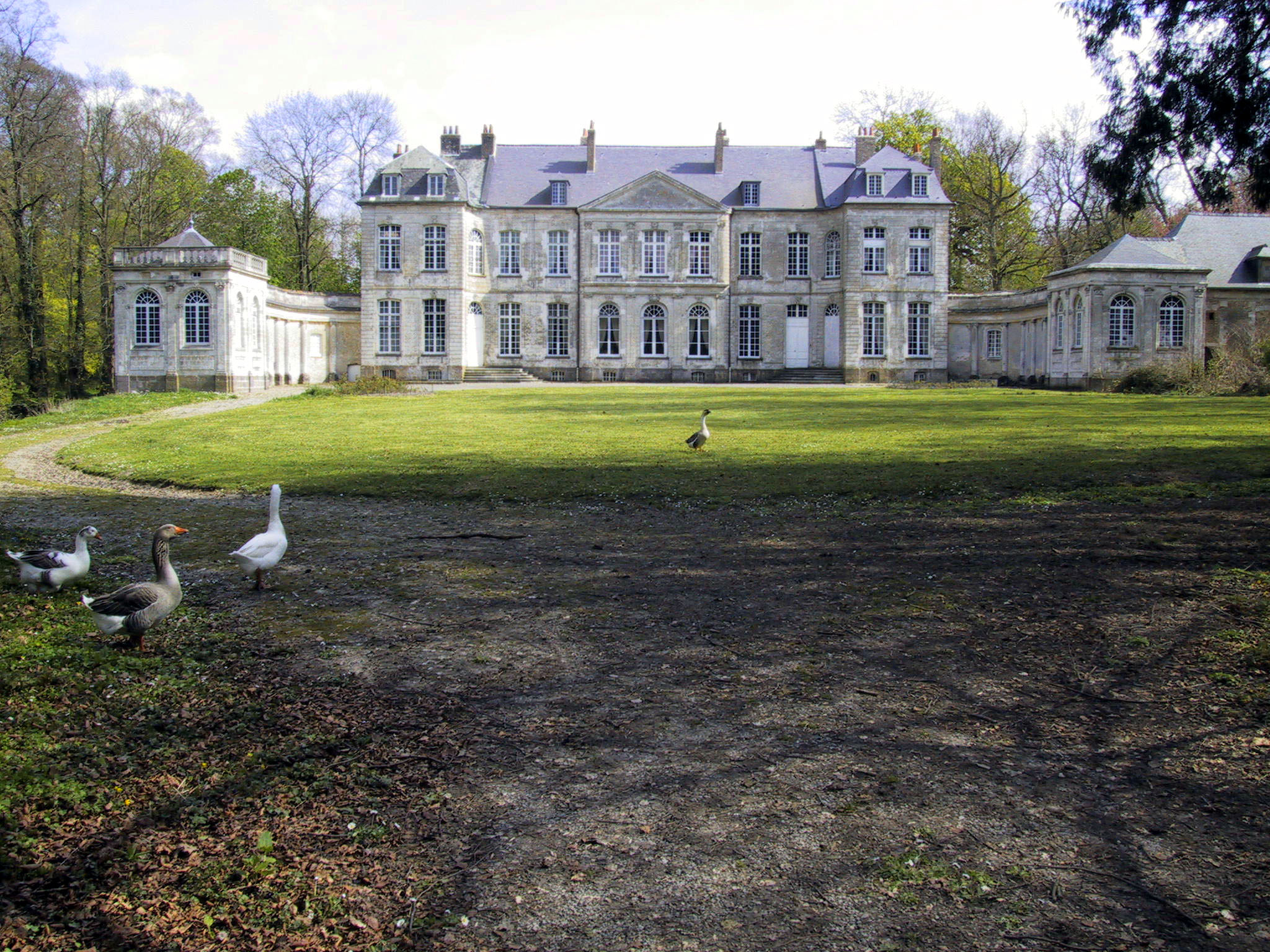
La façade principale.
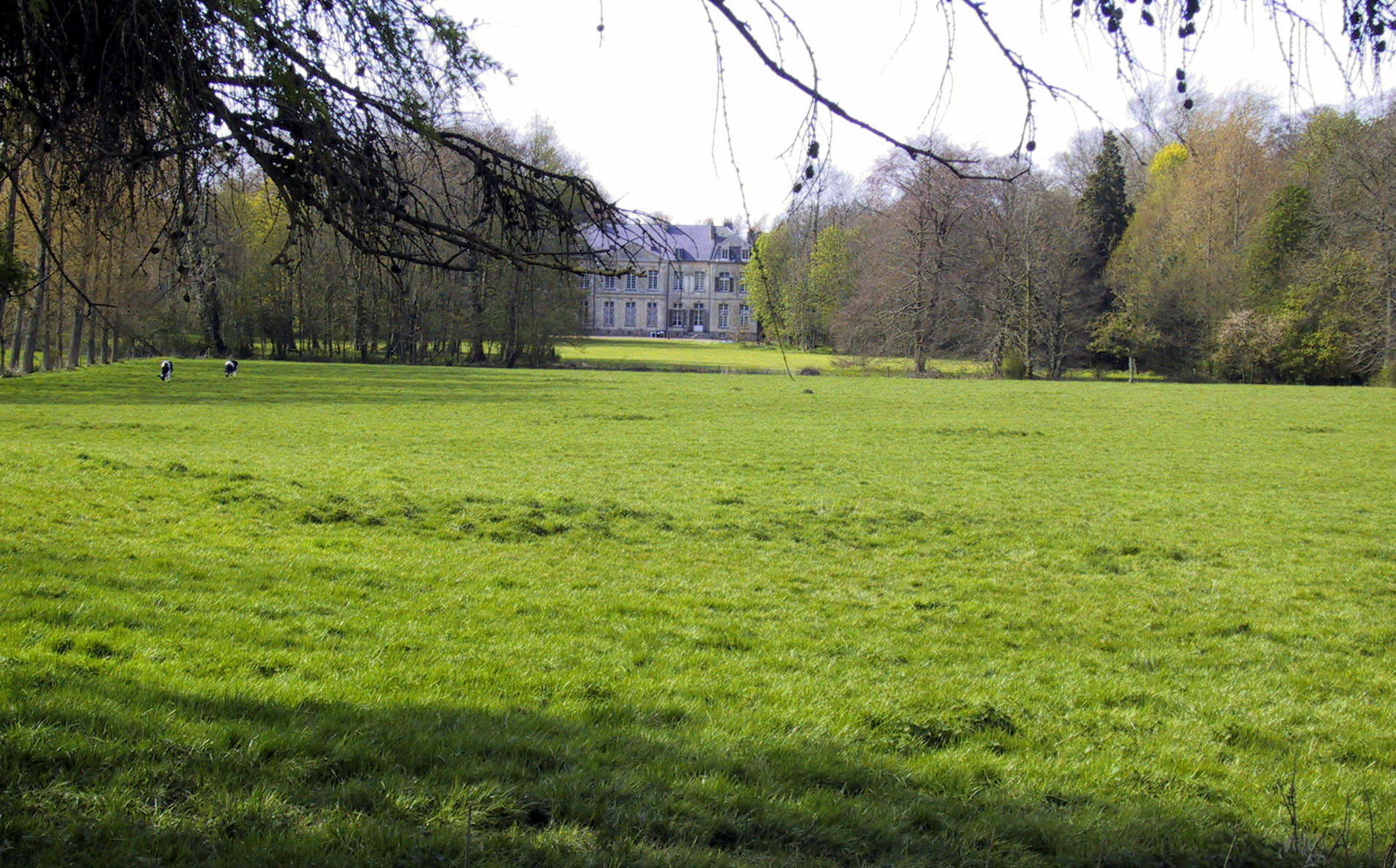
L'arrière du château.

#### Autres lieux et monuments
- L'église Saint Vaast.
- Le monument aux morts[44].
- Une bâtisse typique du Pas-de-Calais (ancien moulin à eau sur la Laquette).
- La source Sainte-Frévisse (rue des Marais)[45].

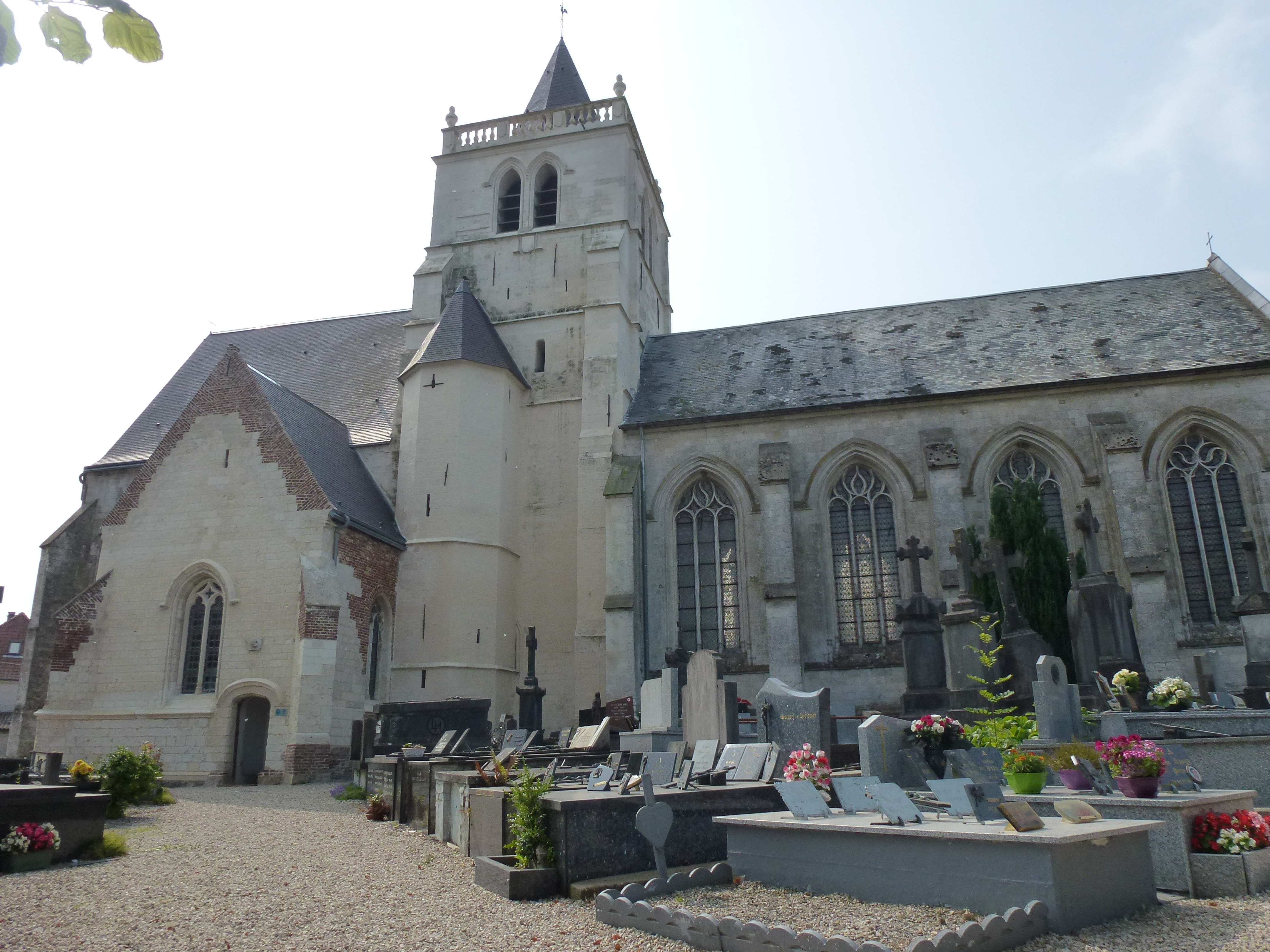
L'église.
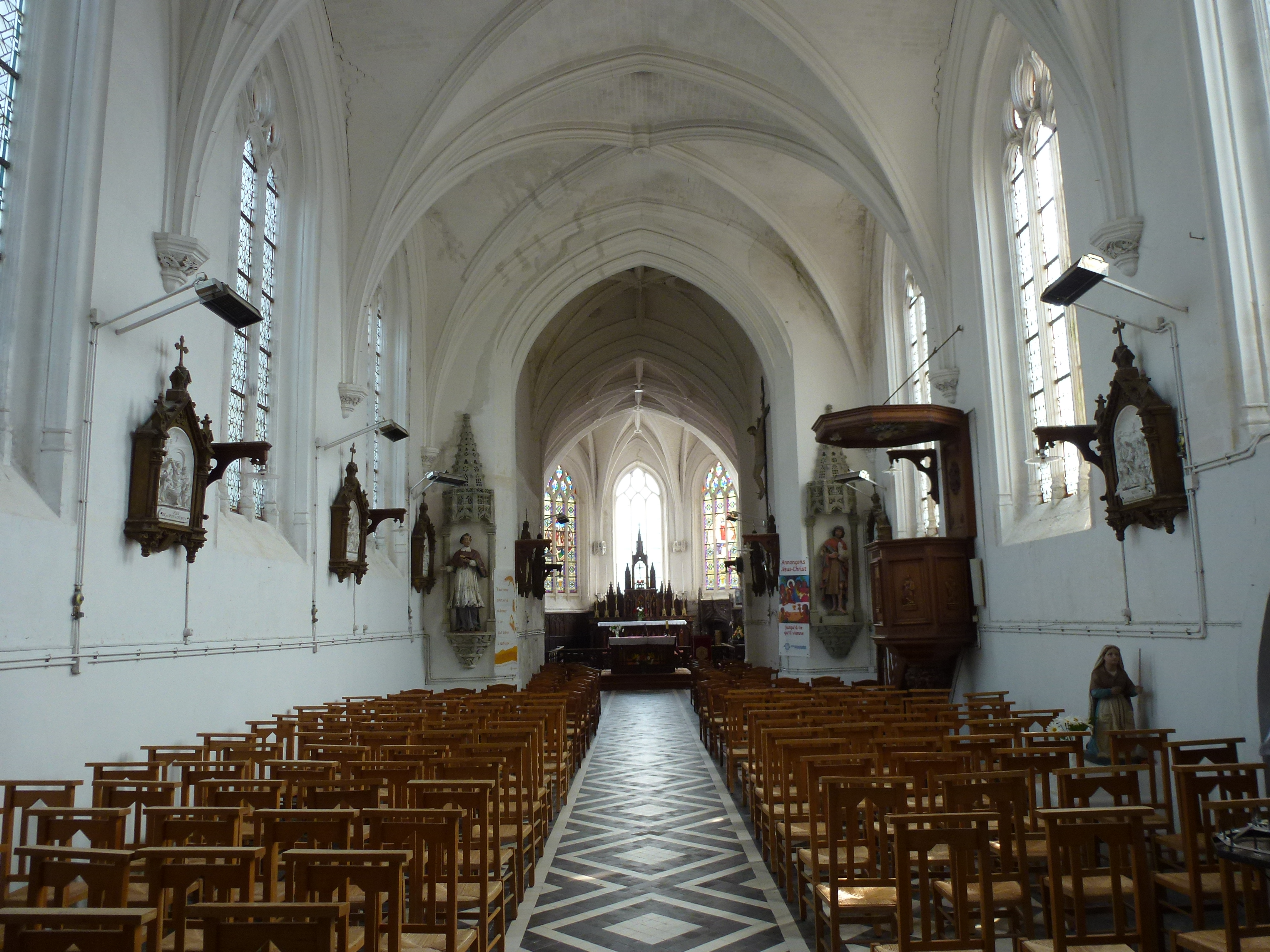
La nef.
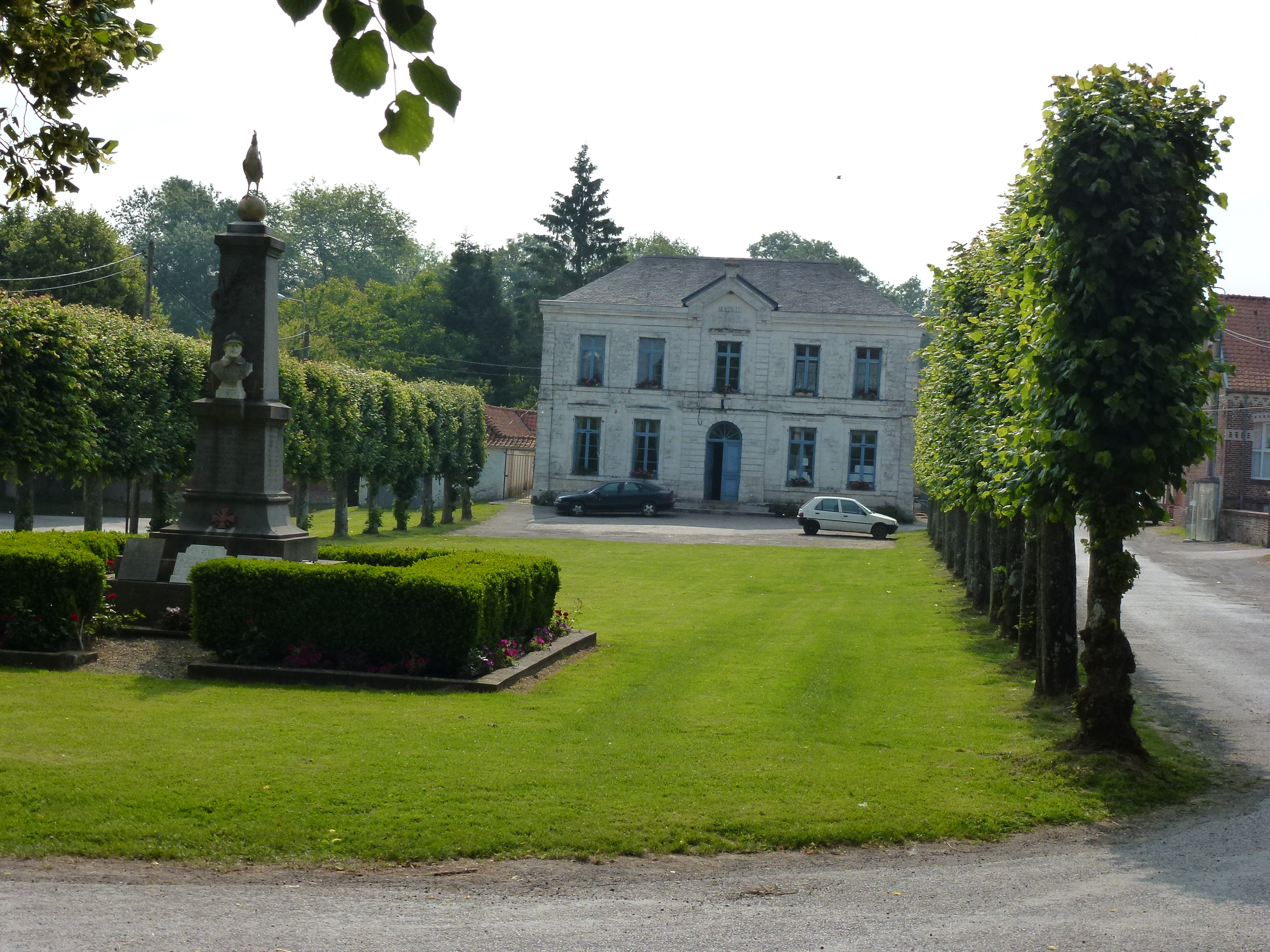
Le monument aux morts.
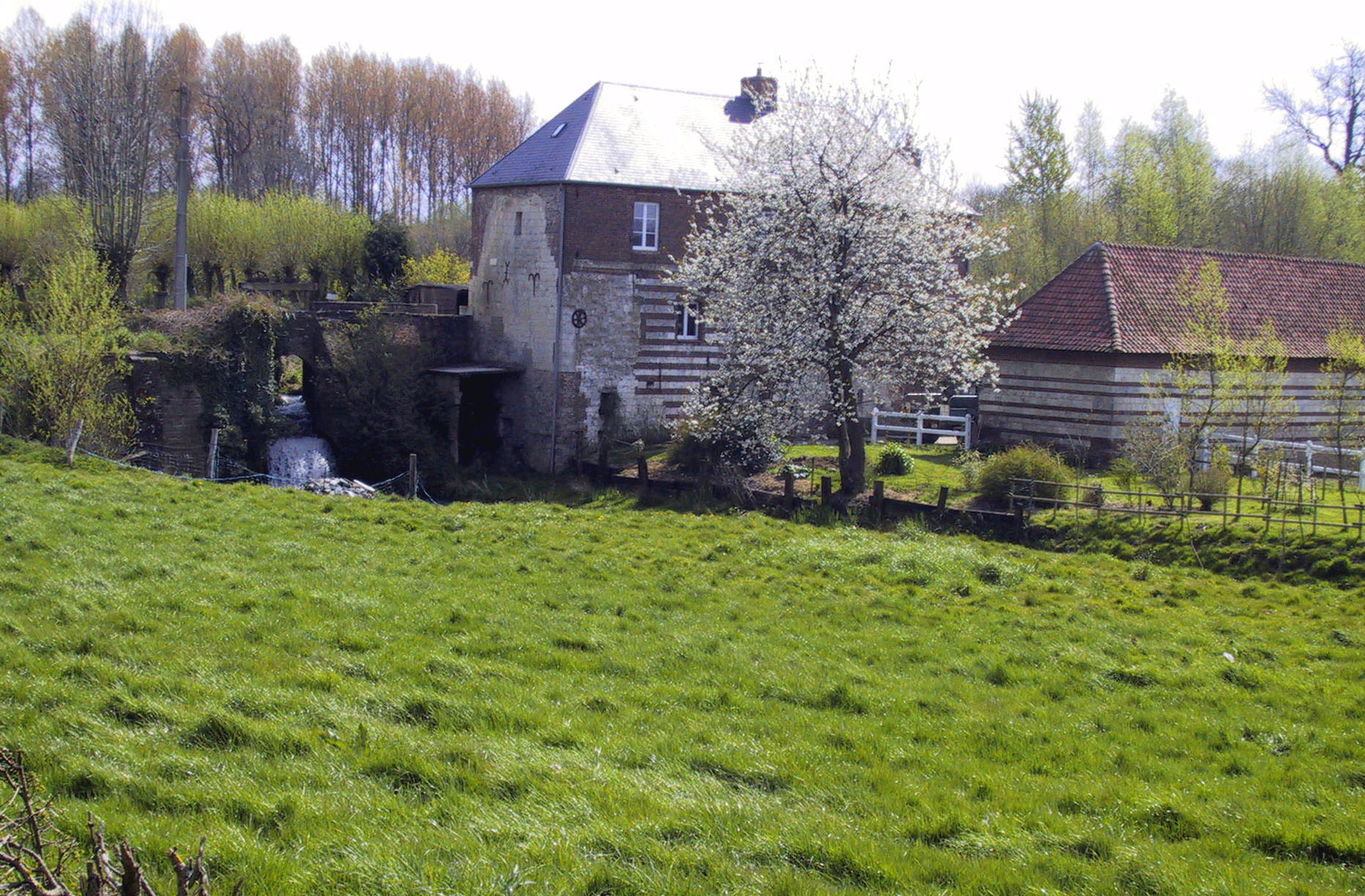
Bâtisse typique du Pas-de-Calais à Bomy.

### Personnalités liées à la commune
- Antoine d'Averoult, (1553-1614), théologien et écrivain de la compagnie de Jésus, né à Bomy.

### Héraldique
| Blason de Bomy | Blason  | D'argent à cinq tilleuls de sinople ordonnés en chevron, soutenus d’une tour de sable, accompagnés en chef et en pointe de deux fasces de gueules, la première chargée de deux gerbes de blé d'or, la seconde d’une seul, à la plaine ondée d’azur. |
| Blason de Bomy | Détails | Inspiré des armes de la famille de Wissocq qui portait : « de gueules à la fasce d'argent accompagnée de trois losanges d'or ». Les gerbes de blé représentent la ruralité et l'agriculture. La champagne ondée évoque la source de la rivière La Laquette, la tour est pour l'ancien château local, bâti en 1600, et enfin les tilleuls sont ceux qui bordent la cour d'honneur du château actuel, construit en 1755. Le statut officiel du blason reste à déterminer. |

## Pour approfondir

#### Bases de données, dictionnaires et encyclopédies
- Ressources relatives à la géographie :   - Insee (communes)
  - Ldh/EHESS/Cassini
- Ressource relative à plusieurs domaines :   - Annuaire du service public français
- Notices d'autorité :   - VIAF
  - BnF (données)